# Aristida sayapensis
Aristida sayapensis är en gräsart som beskrevs av José Aristida Alfredo Caro. Aristida sayapensis ingår i släktet Aristida och familjen gräs. Inga underarter finns listade i Catalogue of Life.